# Brno–Tuřany repülőtér
A Brno–Tuřany repülőtér (IATA: BTQ, ICAO: LKTB) Csehországban található, Brno nemzetközi repülőtere. 2014-ben 486 134 utasa volt, ezzel az ország második legforgalmasabb repülőtere.

## Története
A repülőtér az 1950-es években épült a régi brnói repülőtér helyett, amely Slatinában feküdt (a Tuřany repülőtértől északkeletre). Az 1980-as években a Csehszlovák Légierő használta, a civil légiforgalmat minimálisra csökkentették. A kommunizmus bukása (1989) a repülőtér ismét civil használatúvá vált, ekkor az állami tulajdonú Cseh Repülőtéri Hatóság üzemeltette. Jelenleg a Dél-morvaországi kerület helyi önkormányzatának tulajdonában áll, üzemeltetője a magántulajdonban lévő Brno Airport Ltd. Bár a járatok többsége még mindig charterjárat és magángép, az elmúlt években növekedésnek indult a menetrend szerinti járatok száma. Jelenleg három légitársaság üzemeltet menetrend szerinti járatokat a repülőtérről: a BMI Regional, a Ryanair és a Wizzair. A charterjáratokat általában a Travel Service Airlines üzemelteti.

## A terminál

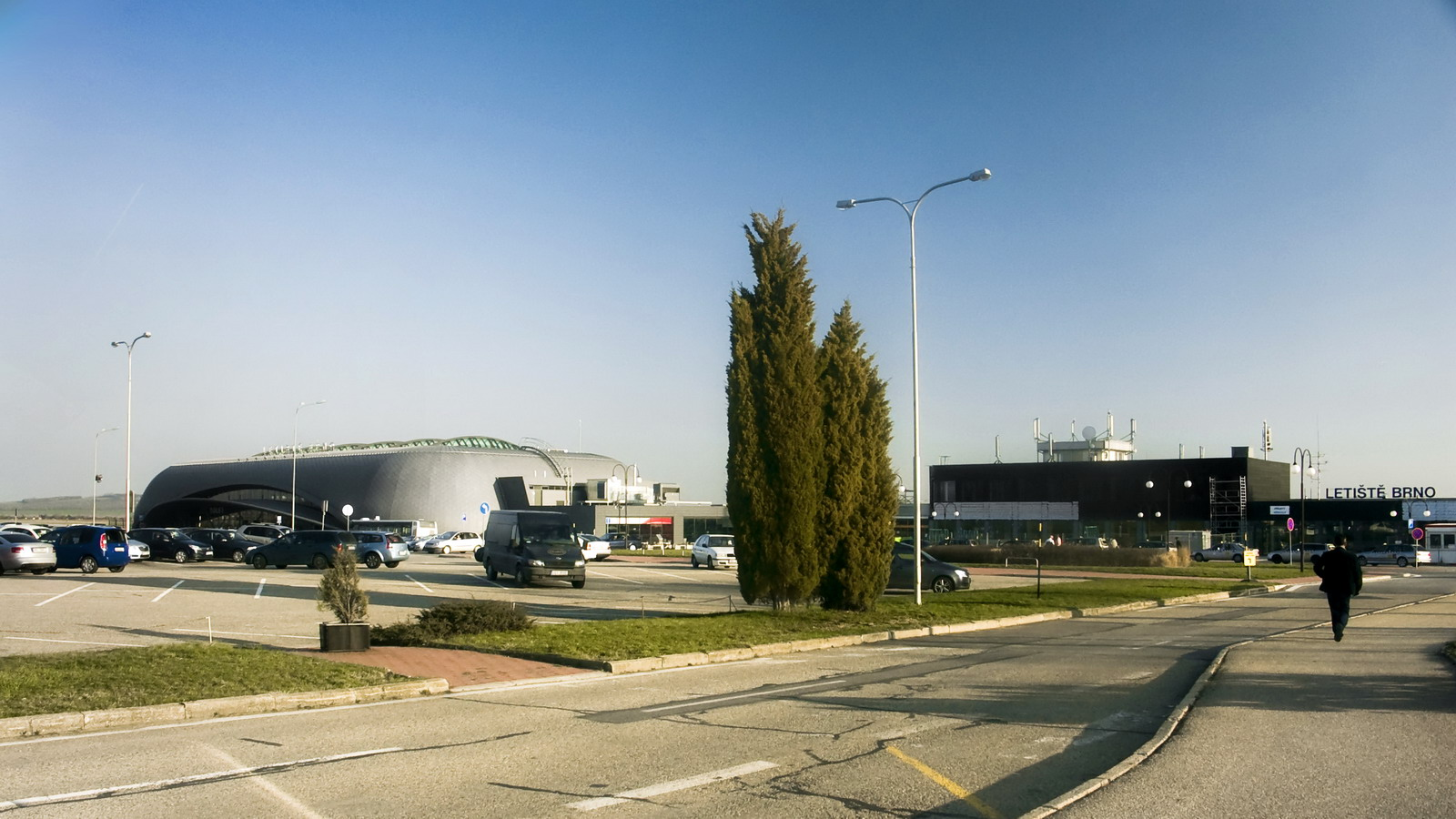
A terminál épületei

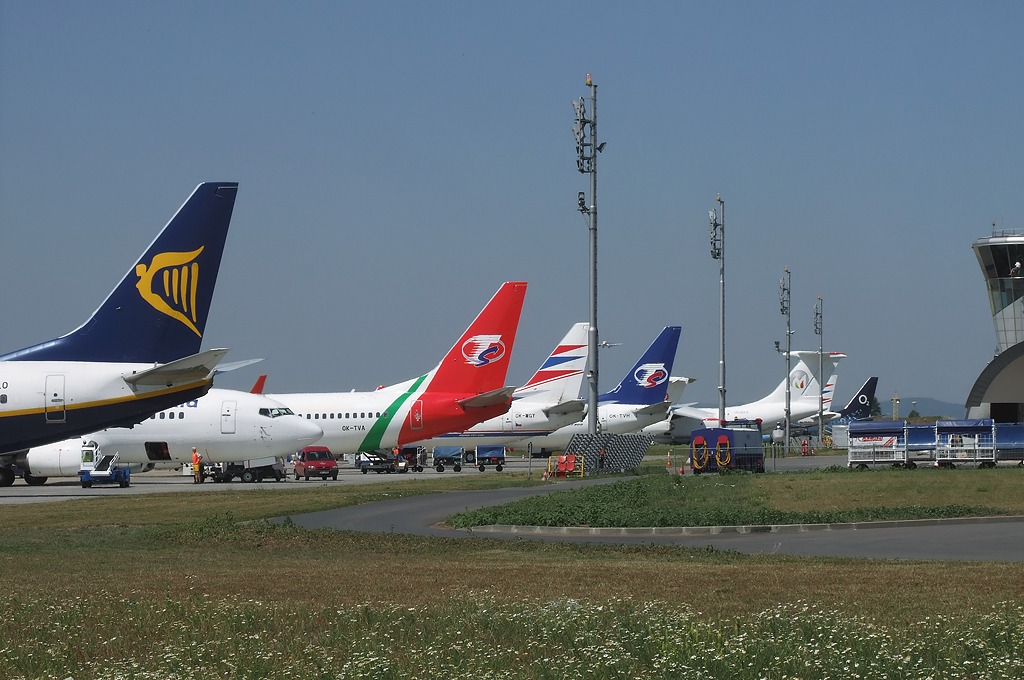
A forgalmi előtér

A terminál két csarnokból áll. Az új indulási csarnok, amely 2006-ban nyílt meg, óránként 1000 utast képes kiszolgálni. Az épületet Petr Parolek tervezte, és a cseh kortárs építészet egyik legjelentősebb alkotásának, egyben az egyre népszerűbb organikus építészet szép példájának tartják.
Teherszállító légitársaságok, például a TNT, a Volga-Dnyepr és az Antonov légitársaság gyakran használják a brnói repülőteret megállónak. 2008-ban 6273 tonna rakomány haladt át a repülőtéren. A közeljövőben tervezik egy új terminál és ipari zóna építését a teherszállító gépeknek.

## Megközelíthetőség
A repülőtér a városon belül fekszik, a Prágát Kroměřížzel összekötő D1 autópálya mellett, amely áthalad Brnón. Városi tömegközlekedéssel a 76-os busszal, illetve a 89-es éjszakai busszal érhető el, melyek a Brnói főpályaudvarral kötik össze.

## Forgalom
Az utasforgalom az elmúlt években az alábbi módon változott:
| Utasok száma | 87 000 | 110 036 | 128 583 | 171 888 | 415 276 | 396 589 | 463 023 | 400 889 | 543 633 | 471 811 |
|              | 1995   | 1998    | 2001    | 2004    | 2007    | 2010    | 2013    | 2016    | 2019    | 2022    |

## Légitársaságok és úti célok

### Utasszállítás
| Légitársaság                          | Célállomások |
| ------------------------------------- | --- |
| BMI Regional                          | München |
| Ryanair                               | London–Stansted repülőtér |
| SmartWings üzemeltető: Travel Service | Szezonális: Antalya, Burgasz, Korfu, Heraklion, Kósz, Lamezia Terme, Palma de Mallorca, Preveza, Rodosz, Tirana (2016. június 27-től), Várna (2016. június 16-tól), Zakinthosz                                                               |
| Travel Service                        | Szezonális charter: Almería, Antalya, Bodrum, Burgasz, Korfu, Djerba, Ercan, Faro, Hurghada, Kavala, Kósz, Marsza Alam, Monastir, Palma de Mallorca, Preveza, Rodosz, Számosz, Szantorini, Sarm es-Sejk, Tenerife, Thesszaloniki, Zakinthosz |
| Wizz Air                              | Eindhoven, London–Lutoni repülőtér |

### Teherszállítás
| Légitársaság          | Célállomások |
| --------------------- | ------------ |
| TNT Airways           | Liège, Prága |
| Turkmenistan Airlines | Aşgabat      |

## Fordítás
- Ez a szócikk részben vagy egészben  a   Brno–Tuřany Airport című angol Wikipédia-szócikk ezen változatának fordításán alapul.  Az eredeti cikk szerkesztőit annak laptörténete sorolja fel. Ez a jelzés csupán a megfogalmazás eredetét és a szerzői jogokat jelzi, nem szolgál a cikkben szereplő információk forrásmegjelöléseként.